# Batu hulerne
Batu-hulerne (tamil: பத்து மலை) også kendt som Batugrotterne eller på engelsk Batu Caves er en kalkstensklippe med et stort antal grotter og templer i Gombak-distriktet, Selangor, Malaysia. Hulerne har navn efter Sungai Batu (stenfloden), som løber forbi klippen. Det er den tiende (பத்து - Pathu på tamilsk) kalkstensklippe fra Ampang. Batu-hulerne er også navnet på en nærliggende landsby.
Tempelhulerne og hele klippen er en af de mest populære tamilske altre udenfor Indien og er tilegnet den tamilske gud Murugan (Tamilsk: தமிழ் கடவுள் முருகன்), kaldt Herren Murugan (lord Murugan). Stedet er centralt for den store hinduistiske festival Thaipusam der afholdes hvert år i Malaysia.
Batu-hulerne bliver også refereret til som de Tiende Grotter eller Bakken for Lord Muruga, da der er seks vigtige helligdomme i Indien og fire i Malaysia. De tre andre i Malaysia er Kallumalai-templet i Ipoh, Tanneermalai-templet i Penang og Sannasimalai-templet i Malacca.

## Trappekontroversen
Den store klippe er dækket af 272 udskårne stentrapper, der gør det muligt at besøge alle templerne og hulerne helt til toppen af klippen. I august 2018 blev alle trapperne malet med meget farvestrålende regnbuefarver af templernes forvaltning uden ansøgning om tilladelse fra staten. Malingen blev med det samme anklaget af den malaysiske statsafdeling for nationalarv for lovbrud af renovationsregler gældende for hele klippen og indenfor 200 meter radius af klippen. Foreløbig er kontroversen diskuteret med tempelforvaltningen og staten og imens forbliver trapperne farvestrålende.

## Gallleri
- Religiøs fest ved Batu-hulerne.
- Inden for i grotterne.
- Solskin i grotterne.
- Procession ved den religiøse fest thaipusam.